# 용자성전 반간
《용자성전 반간》(勇者聖戦バーンガーン 유샤세이센반간[*])는 선라이즈가 계획한 마지막 로봇 애니메이션으로 기획되었지만 결국 취소, 폐기되었다. 대신 게임으로 만들어져 브레이브 사가 시리즈에서만 존재하게 되었다.

## 개요
《용자왕 가오가이가》가 시청률 평균 2.5%를 기록하면서, 역대 용자들 가운데 시청률이 심한 저조로 결국 용자 시리즈가 《용자왕 가오가이가》를 마지막으로 종말을 고하게 되어, 애니메이션으로 제작이 불가능하게 되었다. 이러한 이유로 게임으로만 만들어졌으며, 작품속에 나오는 장면들은 전부 역대 용자 시리즈의 에피소드들을 집어넣은 것이다.(오프닝 제외) 그 외에도 작품속에서는 보스는 그란다크만 존재한다. 이 작품의 스토리라인은 이전의 용자시리즈들에 비해서 많은 부분이 부족하여, 사실상 스토리가 존재하지 않는다. 그로 인해 이 작품은 매우 심각한 문제가 생기게 되었는데 그것은 주역메카 반간과 세컨드 주역메카 마하 스페리온 외의 오리지널 동료의 메카들이 단 한기도 존재하지 않는다는 것이며, 역대 용자들에 비해서 인기를 끌만한 요소가 없다. 또 다른 문제로는 등장인물들이 총 10명정도로 이전의 용자물들에 비해 심하게 부족한 편이며, 작품의 완성도도 또한 심하게 떨어지는 편이다.
비록 게임으로 나왔지만 이 시리즈의 인물들이 용자왕 가오가이가를 제외한 모든 역대 용자 시리즈의 등장인물들과 접촉하면서 사건들을 해결하여, 이전의 용자물들에 비해서도 훨씬 재미있는 요소가 많이 들어있다. 그러한 이유로 역대 용자물들과 본래 계획된 애니메이션과는 완전히 다른 전개로 진행된다.

## 선역 등장메카
반: 용자성전 반간의 기본용자로써 평소에는 세리자와 슌페이의 어깨에 앉을만큼 작은로봇이지만 세리자와 슌페이의 의지와 전투시엔 브라이드 싱크론에 의해 거대로봇으로 변신한다. 항상 주인공인 세리자와 슌페이를 따르며 세리자와 슌페이의 든든한 동반자의 역할을 한다. 파란색 스포츠카에서 로봇으로 변형한다.
무장
- 반 메그넘: 흔한 메그넘형태의 권총으로서 용두모양이고 오른허리에 수납된 반의 기본적인 무장이다.
- 휠 슈터: 몸에 달린 바퀴를 날린다. 자동차형 용자의 기본사양이 되는 무기중에 하나이다.
- 반 선더: 머리나 가슴에 달린 용뿔에서 뇌전을 발생시켜 적에게 날린다.
- 드래곤 버스트: 반의 필살기로서 자세를 잡아야하는 기술이고 가슴의 용머리에서 화염탄을 적에게 날린다.
- 와이번 윙: 등에서 용날개가 튀어나와서 비행을 가능하게 한다.

반간: 용자성전 반간의 기본적인 1기용자로써 반이 트레일러(용형태로도 변형가능)형태의 간 대셔와 용신합체한 거대로봇이다. 게임중에선 마하 스페리온이 시공성에 그란다크 일당들한테 세뇌를 당한 길디온에 의해 한번은 대파된적이 있으며 합체후에는 이마에 주인공소년인 세리자와 슌페이를 수납한다. 세리자와 슌페이의 용기가 있어야 합체가 가능하며 완구상으론 수납식합체이기 때문에 반과 반간을 따로 만들어서 3가지형태로 전시도 가능하다. 2기용자이자 세컨드 주역메카인 마하 스페리온과 우정합체하여 그레이트 반간이 된다.
무장
- 반 너클: 주먹부분을 날리는 전형적인 로켓 펀치
- 스파크 캐논: 두문의 캐논으로 양 어깨에 장착되어 있으며 전기를 발생시킨다.
- 듀얼 랜서: 반간의 주무기로 보통은 양허리에 분리되어 차고있으며 합체 전개시는 테카맨의 테크 랜서나 오건의 오건 랜서와 생김새가 동일하고 다시 분리하여 쌍검으로도 사용이 가능하다.

반간의 필살기
- 크로스 임팩트: 듀얼 랜서로 적을 X자 형태로 벤다. 사용전에 듀얼 랜서에 썬더 차지를 사용한 뒤 번개 에너지를 모으고 시전한다. 브레이브사가에서는 연출상 왜인지 휘두르기만해도 폭발을 일으켰다.
- 랜서 슛:전격을 더해서 듀얼 랜서를 투창으로 사용한다.
- 시리우스 임플로드: 듀얼 랜서를 원형회전시켜 던진다. 하늘에서 빙빙돌다가 오망성진이 형성되며 여기서 일어난 에너지에서 발생된 힘을 토대로 폭발을 일으키며 적을 공격한다.
- 드래곤 버스트: 반과 동일한 기술로써 가슴의 드래곤에서 화염을 날리는데 준비시력과 위력이 대폭 증가하며 상승했다.
- 임페얼 노바: 적을 체스토해서 베어버린다. 문제는 연출장면이 잘나와야된다는걸로 후방에는 오색찬란한 에너지의 빛이 비추며 듀얼 랜서는 유성처럼 빛나고 기술을 쓸때는 잔상이 발생한다. 오프닝 영상에서 적을 퇴치하여 물리치는 장면으로 나오는 기술이 이것이다.
- 스파이럴 썬더: 양팔에서 전격의 드라슈렛을 발사한다. 두마리의 전룡이 나선형으로 빙글빙글 회전하면서 적을 명중시키고 적의 움직임까지 봉쇄한다. 콤바트라 V의 초전자 회오리같은 기술이다.

반간의 초필살기
- 드래곤 브레이크: 반간의 최고에 기술로써 이것을 시전하려면 주인공인 세리자와 슌페이의 용기가 적극적으로 필요하다. 반간이 로봇에서 용형태로 변신하며 이후 에너지를 가득 발산한 뒤 적에게 돌진하여 적을 제압한다. 참고로 변형시간이 길기에 그냥 쓰지는 못하며 스파이럴 썬더로 적을 결박한후에 시전한다.

스페리온: 반간의 서포트 주역메카로써 사타시타 히로를 동반자로 삼고있다. 반간이 용기를 권장하는 용자라면 스페리온은 희망을 권장하는 용자이며 처음엔 시공성의 그란다크 일당들에게 세뇌를 당해서 반간에 대적했으나 이후엔 세뇌가 풀리고 파괴된 반간을 대신해 그란다크 일당들한테 한동안은 맞서 싸우는 세컨드 주역메카가 된다. 마하 피닉스와 합체하여 마하 스페리온이 된다. 색상이 빨간색으로 다를뿐 반처럼 스포츠카형태에서 로봇으로 변신한다.
무장과 필살기
- 스페리온 블레이드: 스페리온의 장검으로 적의 급소를 공격하는데 쓰인다.
- 피닉스 스톰: 가슴에 있는 새의 입에서 발사하는 강렬한 화염공격이다.
- 개틀링 니틀: 양팔에서 발사하는 바늘형태의 미사일이다.
- 파이어 피니시:마하 피닉스를 타고 상대에게 돌격하는 기술이다.

마하 스페리온:스페리온이 마하 피닉스와 봉황합체하여 탄생하는 세컨드 주역메카이자 반간의 2기용자로써 브레이브 사가1에선 31화에 처음 등장해 위기에 빠진 반간을 구출해낸다. 사타시타 히로도 반간처럼 마하 스페리온에 수납이 되며 반간과의 차이점은 반간의 경우엔 합체후에 세리자와 슌페이가 안으로 들어가지만 이쪽은 합체하기전에 사타시타 히로를 먼저 가슴부분에 수납한후에 마하 피닉스가 변형하여 오체분시한 뒤 합체한다. 반간이 합체를 하려면 주인공인 세리자와 슌페이의 용기가 필요하듯이 이쪽도 합체를 하려면 사타시나 히로의 희망이 필요하지만 사타시나 히로가 아예 처음부터 희망을 가지고있는지 그냥 합체한다. 참고로 수납식 합체라서 완구상으로는 반과 반간이 따로 놀수있고 3가지 형태로 변형이 가능하는 반간과는 달리 이쪽은 스페리온이 없으면 로봇모드의 합체가 불가능하다. 반간과는 우정합체하여 그레이트 반간이라는 최종기체가 되는것도 가능하다.
마하 스페리온의 무장과 필살기
- 마하 세이버:마하 스페리온의 검으로 군도이며 적의 급소를 맹공격하여 찌른다.
- 마하 샷:샷건으로 화염탄을 발사한다.
- 파이어 윙:등짝의 날개를 부메랑처럼 날린다.
- 스타 빔:가슴부분의 새머리에서 십자가형 별빛을 발사해 공격한다.
- 피닉스 스톰:가슴부분의 새머리에서 불꽃의 회오리를 발사하여 공격한다.
- 버닝 스파르탄:마하 샷과 파이어 윙을 동시에 사용하는 기술이다.
- 플라즈마 스트라이크:합체기로써 반간의 드래곤 브레이크와 스페리온의 기술인 파이어 피니시를 동시에 시전한다. 단독으로는 사용이 불가능한 기술이다.

그레이트 반간:반간과 마하 스페리온이 우정합체하여 탄생한 용자성전 반간의 궁극의 용자로써 브레이브 사가1에선 33화에 처음으로 등장한다. 세리자나 슌페이와 사타시나 히로가 우정합체라는 구호를 외친뒤 반간과 마하 스페리온이 팔을 맞대며 이후론 마하 스페리온이 오체분시해서 반간에 합체하여 완성된다. 스페리온은 합체되지 않고 무기로 변신하며 반간과의 합체는 마하 피닉스만 이뤄지기에 인격은 반이 완전통제하지만 반 스페리온을 사용할때는 둘의 인격이 일체화되며 최종화에선 하이퍼 반간으로 완전체화 되기도 한다. 일종의 행사이지만 누렇게 변한 하이퍼 반간은 정말 그 위용이 대단하다.
그레이트 반간의 무장과 필살기의 기술들
- 듀얼 랜서: 반간이 사용했던 무기를 그대로 계승한다.
- 피닉스 블레이드: 스페리온의 상반신이 변형된 검으로 검날은 빔의 형태이다.
- 파이어 에로우: 스페리온의 하반신이 변형된 활로써 강력한 화염의 불새를 발사한다.
- 스파크 캐논: 반간의 스파크 캐논을 계승했으며 위력이 상승했다.
- 버닝 랜서: 듀얼 랜서에 화염을 일으켜서 적을 벤다.
- 스타 블래스터: 마하 스페리온의 스타 빔의 강화판으로써 이마에 달린 별에서 빔을 쏘고 마하 스페리온의 스타 빔보다 위력이 상승했다.
- 하이퍼 플레임 버스트: 반간의 드래곤 버스트의 강화판으로 양 가슴판의 불새머리가 빛난후 용머리에서 화염탄을 날린다.
- 그레이트 피니시: 듀얼 랜서에서 오른쪽에선 화염을 내뿜고 왼쪽에선 전기를 발산시키며 전기로 세로로 벤뒤 화염으로 가로로 베서 십문자로 적을 일도양단하는 기술이다.
- 반 스페리온: 그레이트 반간의 최고에 필살기술로써 반과 스페리온의 의식을 일체화통합시킨후 피닉스 블레이드에서 전룡과 불새를 동시에 발산한다.

하이퍼 반간:용자시리즈에서 항상 등장하는 황금색형태의 반간으로 세리자와 슌페이의 진정한 용기에 반간이 각성하여 탄생하는 완전체이다. 브레이브 사가에서 그레이트급 용자들 8명이 대적해도 정말 벅찼던 진 그란다크를 단독으로 때려잡는 무시무시한 위력을 가졌다. 여기서 반간의 본체마저 대파될 경우엔 하이퍼 반이라는 용자가 되지만 위력은 약한편이다.

## 시공성의 그란다크에 수하들로 속한 악역메카들과 그무리들
- 가니메데: 양산형 로봇으로 비행형태로 변형이 가능하며 가니메데 2와 하이 가니메데라는 강화형도 등장하지만 용자일행들에게 늘 당하기만 한다.

- 칼리스토: 카루라가 탑승하는 강화형 가니메데이다.

- 네레이드: 상어와 비슷한 형태의 특공형태로 변형하는 로봇으로 네레이드 2라는 강화형도 등장하나 용자일행들에겐 늘 당하기만 한다.

- 오베론: 중화기를 다수로 탑재한 양산형 로봇이며 오베론 2라는 강화형도 등장하지만 역시나 용자일행들에게 늘 당하기만 한다.

- 티탄: 양쪽 팔과 양쪽 다리가 거대한 손으로 변형하는 로봇이며 티탄 2라는 강화형도 등장하지만 똑같이 용자일행들에게 늘 당하기만 한다.

- 그란다크: 용자성전 반간의 악당들에 수령이며 최종화에선 진 그란다크로 변신해 용자들을 곤경에 빠뜨리지만 하이퍼 반간에 의해 최후를 맞는다.

- 카루라-CV: 시공성의 간부로서 질투를 맞는 의식체이고 세르츠를 아버지로써 사랑한다. 그가 쓰러진 일로 인해 일체화가 진행중인 사타시나 히로를 배척할 기회를 노리지만 그레이트 반간에 의해 쓰러지며 세르츠의 부활에 도구로 이용당한다. 정체는 성용사 스테라이다.

- 가스트-CV: 시공성의 간부로서 나태와 추악을 맞는 의식생명체이다. 독기를 조종하며 미적감각이 사람과는 달라서 추악하고 더러운것을 좋아한다.

- 세르츠 바하: 시공성의 간부로 카루라-CV의 친아들이다. 만악의 근원으로 그란다크의 충실한 최측근이 된다. 절망의 화신인 우주의 의식체이고 평상시에는 철가면과 갑옷을 입은채로 활동하며 황금의 낫(도끼)으로 모든것을 없애버릴수있다. 성용자들에 의해서 최후를 맞이하나 이후에 그란다크의 에너지를 흡수하여 진 그란다크로 각성 부활시킨다.